# Vidnava
Vidnava (en allemand : Weidenau) est une ville du district de Jeseník, dans la région d'Olomouc, en République tchèque. Sa population s'élevait à 1 190 habitants en 2025.

## Géographie
Vidnava est arrosée par la Vidnavka et se trouve à la frontière polonaise, à 17 km au nord de Jeseník, à 87 km au nord d'Olomouc et à 199 km à l'est de Prague.
La commune est limitée par la Pologne au nord et à l'est, par Stará Červená Voda au sud, et par Velká Kraš à l'ouest.

## Histoire
Les premiers signes de peuplement sont attestés dès l'âge de pierre, comme en témoigne la découverte d'outils en silex. La première mention écrite de la localité, fondée sur un plan axial régulier, remonte à 1291. Vidnava était déjà un important centre administratif de la région et un centre de production artisanale.
Alors florissante, Vidnava est frappée par un incendie catastrophique en 1574, qui la détruit, à l'exception de l'église, du presbytère et de l'école, qui étaient situés un peu à l'écart du centre-ville. Pendant la guerre de Trente Ans, elle est occupée à plusieurs reprises par les Suédois et n'est épargnée par les épidémies de variole et de peste. Vidnava est également profondément marquée par la guerre et les événements politiques entourant les deux guerres de Silésie (1741-1745). Le traité de Breslau établit les nouvelles frontières de la Silésie, ce qui affecte directement Vidnava devenue une ville frontière, coupée des riches villages de l'est.
Au sein de l'empire d'Autriche, cette ville faisait partie de la province de Silésie.

## Galerie

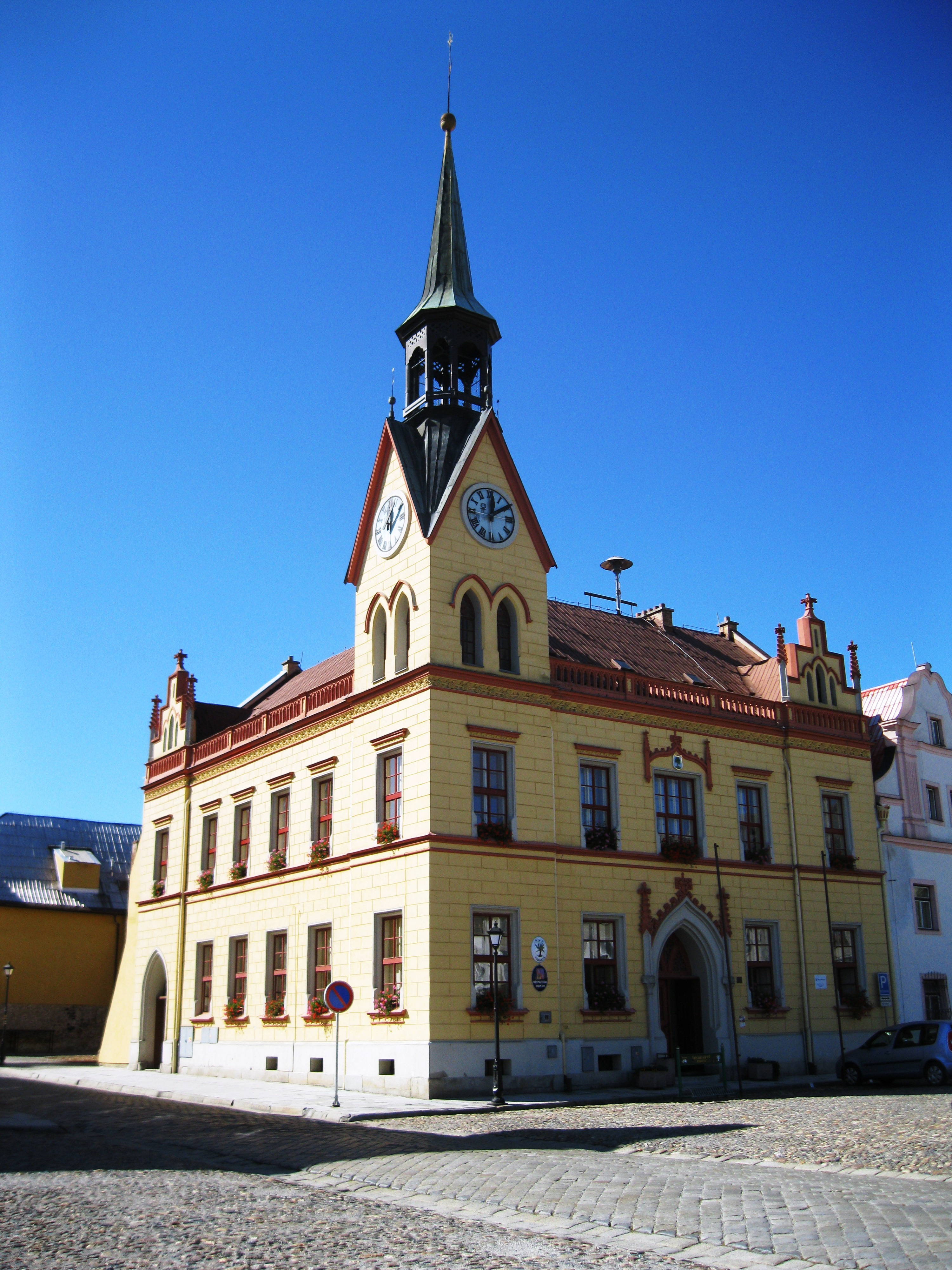
Hôtel de ville.
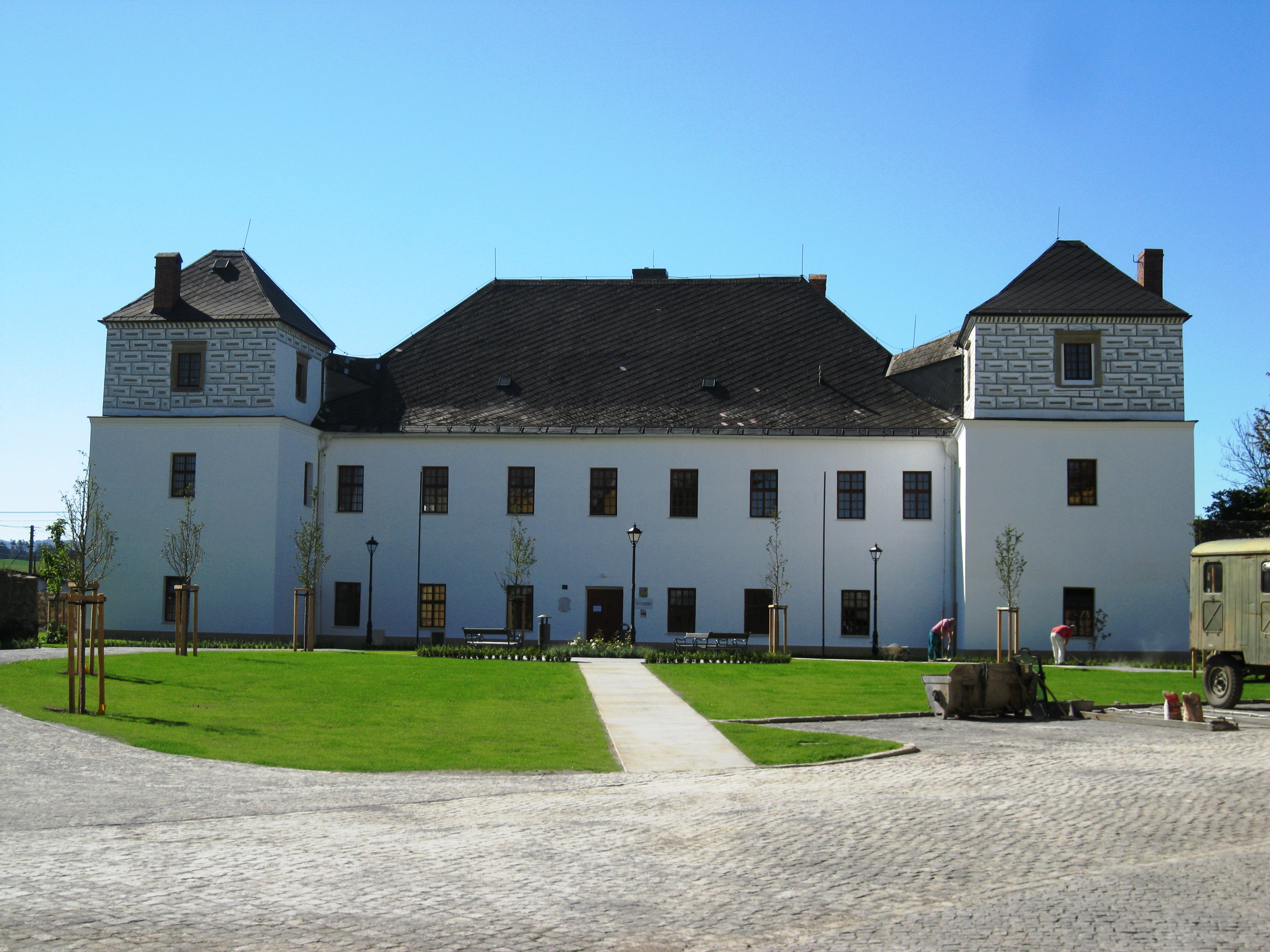
Château de Vidnava.
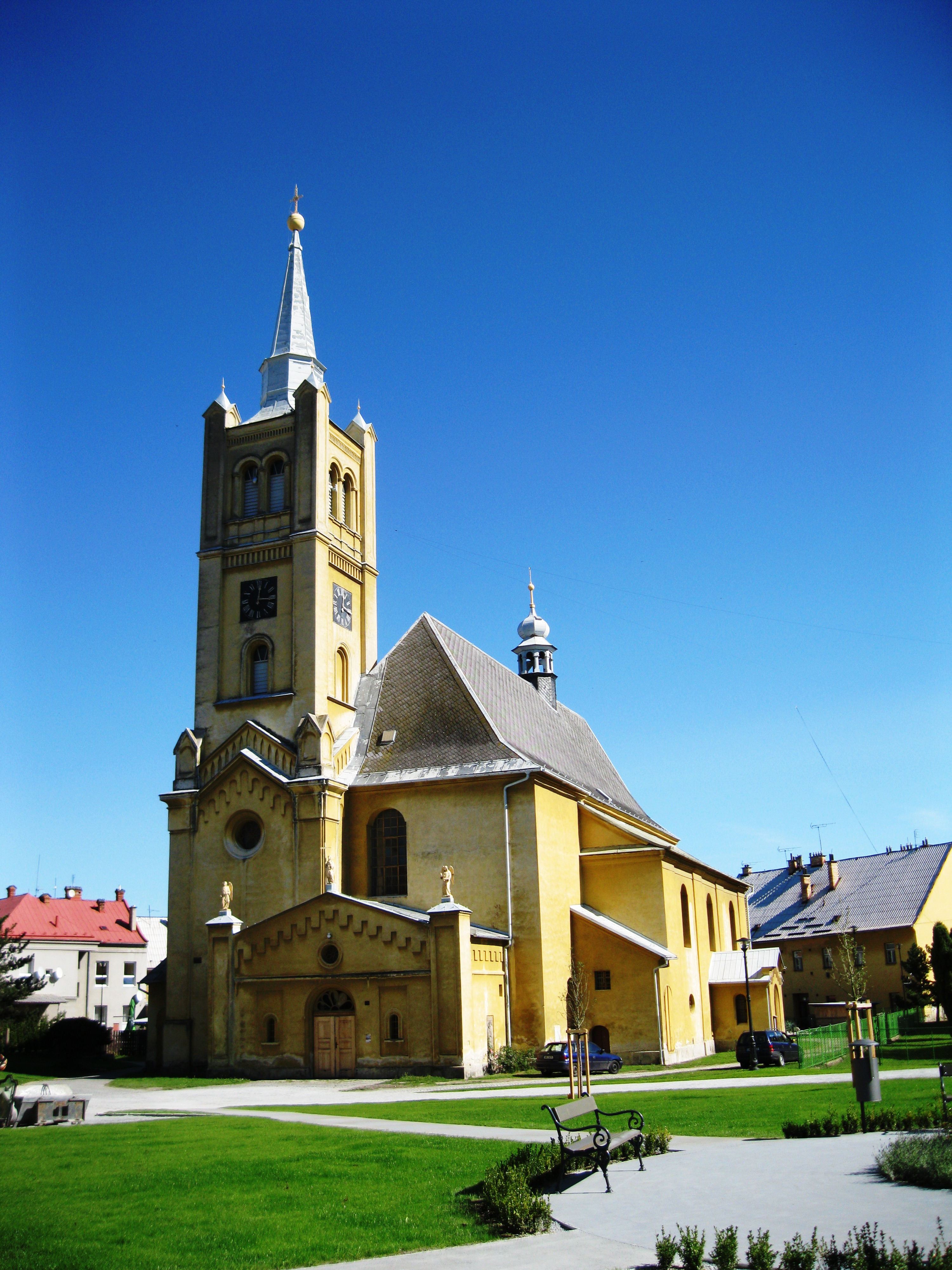
Église Sainte-Catherine.

## Transports
Par la route, Vidnava se trouve à 20 km de Nysa (Pologne), à 21 km de Jeseník, à 124 km d'Olomouc et à 243 km de Prague.

## Jumelage
- Neubourg-sur-le-Danube (Allemagne) depuis 2000

## Personnalités
- Friedrich Vierhapper (1878-1932), botaniste